# National Professional Soccer League II
|  | No s'ha de confondre amb National Professional Soccer League I. |

La National Professional Soccer League (NPSL) fou una competició futbolística professional indoor disputada per clubs dels Estats Units i el Canadà que estigué activa entre 1984 i 2001. Entre 1984 i 1990 fou coneguda com a American Indoor Soccer Association (AISA).

## Historial
Fonts:
| Temporada | Campió             | Finalista          | Sèries        |
| --------- | ------------------ | ------------------ | ------------- |
| 1984-85   | Canton Invaders    | Louisville Thunder | 3-1           |
| 1985-86   | Canton Invaders    | Louisville Thunder | 3-0           |
| 1986-87   | Louisville Thunder | Canton Invaders    | 3-2           |
| 1987-88   | Canton Invaders    | Ft. Wayne Flames   | Challenge Cup |
| 1988-89   | Canton Invaders    | Chicago Power      | 3-2           |
| 1989-90   | Canton Invaders    | Dayton Dynamo      | 3-1           |
| 1990-91   | Chicago Power      | Dayton Dynamo      | 3-0           |
| 1991-92   | Detroit Rockers    | Canton Invaders    | 3-2           |
| 1992-93   | Kansas City Attack | Cleveland Crunch   | 3-2           |
| 1993-94   | Cleveland Crunch   | St. Louis Ambush   | 3-1           |
| 1994-95   | St. Louis Ambush   | Harrisburg Heat    | 4-0           |
| 1995-96   | Cleveland Crunch   | Kansas City Attack | 4-2           |
| 1996-97   | Kansas City Attack | Cleveland Crunch   | 4-0           |
| 1997-98   | Milwaukee Wave     | St. Louis Ambush   | 4-1           |
| 1998-99   | Cleveland Crunch   | St. Louis Ambush   | 3-2           |
| 1999-00   | Milwaukee Wave     | Cleveland Crunch   | 3-2           |
| 2000-01   | Milwaukee Wave     | Philadelphia KiXX  | 3-0           |